# تجريف ويب

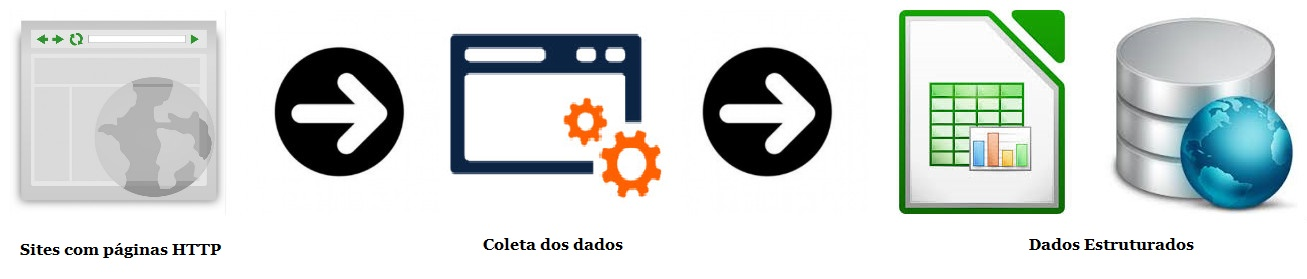
تقنية تجريف الويب

تجريف الويب (بالإنجليزية: Web scraping)‏ هي تقنية استخراج البيانات من مواقع الإنترنت عن طريق برامج مخصصة مثل برامج محاكة تصفح الأشخاص للإنترنت تعمل على مستوى منخفض من بروتوكول (HTTP) نقل النص التشعبي أو دمج متصفح ويب متكامل، مثل موزيلا فايرفوكس.
تحليل الويب متعلق أيضًا بفهرسة الويب الذي يعنى فهرسة المعلومات الويب باستخدام البوت أو زاحف الشبكة وهي تقنية عالمية تعتمدها أغلب محركات البحث. ويركز تحليل الويب أكثر على تحويل البيانات غير المنظمة على الويب والتي عادة على شكل HTML  إلى البيانات المنظمة التي يمكن تخزينها وتحليلها في قاعدة بيانات محلية المركزية أو جدول البيانات. وهو أيضًا يشمل على التصفح إلى الويب الذي يشابه تصفح الأشخاص للويب. تشمل استخدامات تحليل شبكة الإنترنت مقارنة الأسعار على الإنترنت، تحليل الايميلات ورصد بيانات الطقس، على شبكة الإنترنت لكشف التغيرات، والبحوث، والمزج على شبكة الإنترنت وتكامل البيانات على الشبكة.